# Парк (с. Рубаний Міст)
Парк — парк-пам'ятка садово-паркового мистецтва місцевого значення. Об'єкт розташований на території Лисянського району Черкаської області, село Рубаний Міст.
Площа — 4,8 га, статус отриманий у 1975 році.